# Élections cantonales de 1992 dans l'Aube
Les élections cantonales ont eu lieu les 22 et 29 mars 1992.
Lors de ces élections, 17 des 33 cantons de l'Aube ont été renouvelés. Elles ont vu la reconduction de la majorité divers droite dirigée par Philippe Adnot, président du conseil général depuis 1990.

## Résultats à l’échelle du département
Répartition départementale des résultats (2e tour).
- PCF (7,7 %)
- PS (13,55 %)
- Majorité (2,86 %)
- GE (4,57 %)
- RPR (17,21 %)
- UDF (8,91 %)
- DVD (37,88 %)
- FN (7,33 %)

| Étiquette      | Étiquette                          | Premier tour | Premier tour | Second tour | Second tour | Sièges |
| Étiquette      | Étiquette                          | Voix         | %            | Voix        | %           | Sièges |
| -------------- | ---------------------------------- | ------------ | ------------ | ----------- | ----------- | ------ |
|                | Parti socialiste                   | 6 388        | 10,70        | 6 702       | 13,55       | 1      |
|                | Parti communiste français          | 6 333        | 10,61        | 3 808       | 7,70        | 1      |
|                | Majorité présidentielle            | 2 208        | 3,70         | 1 414       | 2,86        | 0      |
| Gauche         | Gauche                             | 14 929       | 25,01        | 11 924      | 24,11       | 2      |
|                |                                    |              |              |             |             |        |
|                | Divers droite                      | 15 577       | 26,10        | 18 732      | 37,88       | 8      |
|                | Rassemblement pour la République   | 8 589        | 14,39        | 8 509       | 17,21       | 3      |
|                | Front national                     | 8 066        | 13,51        | 3 626       | 7,33        | 1      |
|                | Union pour la démocratie française | 7 195        | 12,05        | 4 406       | 8,91        | 3      |
| Droite         | Droite                             | 39 427       | 66,05        | 35 273      | 71,33       | 15     |
|                |                                    |              |              |             |             |        |
|                | Les Verts                          | 3 873        | 6,49         |             |             |        |
|                | Génération écologie                | 1 459        | 2,44         | 2 258       | 4,57        | 0      |
| Écologistes    | Écologistes                        | 5 332        | 8,93         | 2 258       | 4,57        | 0      |
|                |                                    |              |              |             |             |        |
| Inscrits       | Inscrits                           | 94 105       | 100,00       | 89 181      | 100,00      |        |
| Abstention     | Abstention                         | 30 881       | 32,82        | 35 568      | 39,88       |        |
| Votants        | Votants                            | 63 224       | 67,18        | 53 613      | 60,12       |        |
| Blancs et nuls | Blancs et nuls                     | 3 536        | 5,59         | 4 158       | 7,76        |        |
| Exprimés       | Exprimés                           | 59 688       | 94,41        | 49 455      | 92,24       |        |

## Résultats par canton

### Canton d'Arcis-sur-Aube
| Candidats      | Candidats          | Étiquette      | Premier tour | Premier tour | Second tour | Second tour |
| Candidats      | Candidats          | Étiquette      | Voix         | %            | Voix        | %           |
| -------------- | ------------------ | -------------- | ------------ | ------------ | ----------- | ----------- |
|                | Serge Lardin       | RPR            | 1 385        | 32,95        | 1 749       | 44,03       |
|                | Christian Gaillard | DVD            | 1 146        | 27,27        | 1 426       | 35,90       |
|                | Claude Ferriere    | GE             | 654          | 15,56        | 797         | 20,07       |
|                | Pierre Bourgoin    | FN             | 569          | 13,54        |             |             |
|                | Jackie Liechty     | PS             | 299          | 7,11         |             |             |
|                | Daniel Doucet      | PCF            | 150          | 3,57         |             |             |
|                |                    |                |              |              |             |             |
| Inscrits       | Inscrits           | Inscrits       | 6 433        | 100,00       | 6 426       | 100,00      |
| Abstention     | Abstention         | Abstention     | 1 955        | 30,39        | 2 244       | 34,92       |
| Votants        | Votants            | Votants        | 4 478        | 69,61        | 4 182       | 65,08       |
| Blancs et nuls | Blancs et nuls     | Blancs et nuls | 275          | 6,14         | 210         | 5,02        |
| Exprimés       | Exprimés           | Exprimés       | 4 203        | 93,86        | 3 972       | 94,98       |

### Canton de Bouilly
| Candidats      | Candidats            | Étiquette      | Premier tour | Premier tour | Second tour | Second tour |
| Candidats      | Candidats            | Étiquette      | Voix         | %            | Voix        | %           |
| -------------- | -------------------- | -------------- | ------------ | ------------ | ----------- | ----------- |
|                | Robert Daragon*      | UDF            | 1 783        | 40,04        | 2 147       | 59,51       |
|                | Jean-Michel Hartmann | DVD            | 847          | 19,02        | Retrait     | Retrait     |
|                | Marc Thillerot       | GE             | 805          | 18,08        | 1 461       | 40,49       |
|                | Isabelle Maintenant  | FN             | 608          | 13,65        |             |             |
|                | Jean-Jacques Laurent | PCF            | 410          | 9,21         |             |             |
|                |                      |                |              |              |             |             |
| Inscrits       | Inscrits             | Inscrits       | 6 768        | 100,00       | 6 770       | 100,00      |
| Abstention     | Abstention           | Abstention     | 2 032        | 30,02        | 2 759       | 40,75       |
| Votants        | Votants              | Votants        | 4 736        | 69,98        | 4 011       | 59,25       |
| Blancs et nuls | Blancs et nuls       | Blancs et nuls | 283          | 5,98         | 403         | 10,05       |
| Exprimés       | Exprimés             | Exprimés       | 4 453        | 94,02        | 3 608       | 89,95       |

*sortant

### Canton de Brienne-le-Château
| Candidats      | Candidats        | Étiquette      | Premier tour | Premier tour | Second tour | Second tour |
| Candidats      | Candidats        | Étiquette      | Voix         | %            | Voix        | %           |
| -------------- | ---------------- | -------------- | ------------ | ------------ | ----------- | ----------- |
|                | Jacky Taupin     | DVD            | 1 684        | 42,25        | 2 212       | 55,07       |
|                | Pierre Rahon*    | PCF            | 1 256        | 31,51        | 1 805       | 44,93       |
|                | Stanislas Siodos | PS             | 439          | 11,01        |             |             |
|                | Rachel Menissier | Verts          | 322          | 8,08         |             |             |
|                | Roger Rohmann    | FN             | 285          | 7,15         |             |             |
|                |                  |                |              |              |             |             |
| Inscrits       | Inscrits         | Inscrits       | 5 719        | 100,00       | 5 721       | 100,00      |
| Abstention     | Abstention       | Abstention     | 1 482        | 25,91        | 1 462       | 25,55       |
| Votants        | Votants          | Votants        | 4 237        | 74,09        | 4 259       | 74,45       |
| Blancs et nuls | Blancs et nuls   | Blancs et nuls | 251          | 5,92         | 242         | 5,68        |
| Exprimés       | Exprimés         | Exprimés       | 3 986        | 94,08        | 4 017       | 94,32       |

*sortant

### Canton de La Chapelle-Saint-Luc
| Candidats      | Candidats            | Étiquette      | Premier tour | Premier tour | Second tour | Second tour |
| Candidats      | Candidats            | Étiquette      | Voix         | %            | Voix        | %           |
| -------------- | -------------------- | -------------- | ------------ | ------------ | ----------- | ----------- |
|                | Roger Dujeancourt*   | UDF            | 1 459        | 39,84        | 2 259       | 73,54       |
|                | Marc Malarmey        | FN             | 636          | 17,37        | 813         | 26,46       |
|                | Francois Brulefert   | PS             | 485          | 13,24        |             |             |
|                | Jean-Marc Massin     | Verts          | 479          | 13,08        |             |             |
|                | Jean-Pierre Cornevin | PCF            | 308          | 8,41         |             |             |
|                | Jean-Michel Achard   | PS             | 295          | 8,06         |             |             |
|                |                      |                |              |              |             |             |
| Inscrits       | Inscrits             | Inscrits       | 6 396        | 100,00       | 6 396       | 100,00      |
| Abstention     | Abstention           | Abstention     | 2 523        | 39,45        | 2 996       | 46,84       |
| Votants        | Votants              | Votants        | 3 873        | 60,55        | 3 400       | 53,16       |
| Blancs et nuls | Blancs et nuls       | Blancs et nuls | 211          | 5,45         | 328         | 9,65        |
| Exprimés       | Exprimés             | Exprimés       | 3 662        | 94,55        | 3 072       | 90,35       |

*sortant

### Canton d'Ervy-le-Châtel
| Candidats      | Candidats             | Étiquette      | Premier tour | Premier tour | Second tour | Second tour |
| Candidats      | Candidats             | Étiquette      | Voix         | %            | Voix        | %           |
| -------------- | --------------------- | -------------- | ------------ | ------------ | ----------- | ----------- |
|                | Charles Prestat       | PS             | 407          | 14,69        | 940         | 36,82       |
|                | Franck Simard         | DVD            | 406          | 14,65        | 1 613       | 63,18       |
|                | Michel Gagin          | DVD            | 373          | 13,46        |             |             |
|                | Jean-Pierre Fresnais  | DVD            | 277          | 10,00        |             |             |
|                | Dany Lorne            | FN             | 243          | 8,77         |             |             |
|                | Paul Guiraud          | UDF            | 234          | 8,44         |             |             |
|                | René Vignez           | DVD            | 206          | 7,43         |             |             |
|                | Marie-Thérèse Maczyta | DVD            | 200          | 7,22         |             |             |
|                | Pierre Monnet         | RPR            | 187          | 6,75         |             |             |
|                | Gilbert Raymond       | PCF            | 144          | 5,20         |             |             |
|                | Gérard Fardet         | DVD            | 94           | 3,39         |             |             |
|                |                       |                |              |              |             |             |
| Inscrits       | Inscrits              | Inscrits       | 3 983        | 100,00       | 3 983       | 100,00      |
| Abstention     | Abstention            | Abstention     | 1 059        | 26,59        | 1 265       | 31,76       |
| Votants        | Votants               | Votants        | 2 924        | 73,41        | 2 718       | 68,24       |
| Blancs et nuls | Blancs et nuls        | Blancs et nuls | 153          | 5,23         | 165         | 6,07        |
| Exprimés       | Exprimés              | Exprimés       | 2 771        | 94,77        | 2 553       | 93,93       |

### Canton d'Estissac
| Candidats      | Candidats            | Étiquette      | Premier tour | Premier tour | Second tour | Second tour |
| Candidats      | Candidats            | Étiquette      | Voix         | %            | Voix        | %           |
| -------------- | -------------------- | -------------- | ------------ | ------------ | ----------- | ----------- |
|                | Guy Raphanaud*       | RPR            | 702          | 28,06        | 1 006       | 43,21       |
|                | Jean-Pierre Vereecke | UDF            | 508          | 20,30        | Retrait     | Retrait     |
|                | Edouard Mesley       | DVD            | 486          | 19,42        | 787         | 33,81       |
|                | Jean-Claude Nayrac   | PS             | 418          | 16,71        | 535         | 22,98       |
|                | Gilles Fevre         | FN             | 198          | 7,91         |             |             |
|                | Maurice Jaillant     | PCF            | 190          | 7,59         |             |             |
|                |                      |                |              |              |             |             |
| Inscrits       | Inscrits             | Inscrits       | 3 636        | 100,00       | 3 636       | 100,00      |
| Abstention     | Abstention           | Abstention     | 983          | 27,04        | 1 206       | 33,17       |
| Votants        | Votants              | Votants        | 2 653        | 72,96        | 2 430       | 66,83       |
| Blancs et nuls | Blancs et nuls       | Blancs et nuls | 151          | 5,69         | 102         | 4,20        |
| Exprimés       | Exprimés             | Exprimés       | 2 502        | 94,31        | 2 328       | 95,80       |

*sortant

### Canton de Marcilly-le-Hayer
| Candidats      | Candidats          | Étiquette      | Premier tour | Premier tour | Second tour | Second tour |
| Candidats      | Candidats          | Étiquette      | Voix         | %            | Voix        | %           |
| -------------- | ------------------ | -------------- | ------------ | ------------ | ----------- | ----------- |
|                | Nicolas Juillet    | DVD            | 1 303        | 42,01        | 2 049       | 76,83       |
|                | Laurent Gilotte    | UDF            | 740          | 23,86        | Retrait     | Retrait     |
|                | Roger Jollard      | FN             | 496          | 15,99        | 618         | 23,17       |
|                | Guy Georget        | PS             | 355          | 11,44        |             |             |
|                | Claudette Courquet | PCF            | 208          | 6,71         |             |             |
|                |                    |                |              |              |             |             |
| Inscrits       | Inscrits           | Inscrits       | 4 527        | 100,00       | 4 523       | 100,00      |
| Abstention     | Abstention         | Abstention     | 1 181        | 26,09        | 1 520       | 33,61       |
| Votants        | Votants            | Votants        | 3 346        | 73,91        | 3 003       | 66,39       |
| Blancs et nuls | Blancs et nuls     | Blancs et nuls | 244          | 7,29         | 336         | 11,19       |
| Exprimés       | Exprimés           | Exprimés       | 3 102        | 92,71        | 2 667       | 88,81       |

### Canton de Mussy-sur-Seine
| Candidats      | Candidats              | Étiquette      | Premier tour | Premier tour |
| Candidats      | Candidats              | Étiquette      | Voix         | %            |
| -------------- | ---------------------- | -------------- | ------------ | ------------ |
|                | Alain Deroin-Thevenin* | UDF            | 1 097        | 57,77        |
|                | Francis Potherat       | PS             | 290          | 15,27        |
|                | Régis Jerome           | FN             | 225          | 11,85        |
|                | Jean Galan             | PS             | 176          | 9,27         |
|                | Joseph Seghetto        | PCF            | 111          | 5,85         |
|                |                        |                |              |              |
| Inscrits       | Inscrits               | Inscrits       | 2 840        | 100,00       |
| Abstention     | Abstention             | Abstention     | 787          | 27,71        |
| Votants        | Votants                | Votants        | 2 053        | 72,29        |
| Blancs et nuls | Blancs et nuls         | Blancs et nuls | 154          | 7,50         |
| Exprimés       | Exprimés               | Exprimés       | 1 899        | 92,50        |

*sortant

### Canton de Nogent-sur-Seine
| Candidats      | Candidats           | Étiquette      | Premier tour | Premier tour | Second tour | Second tour |
| Candidats      | Candidats           | Étiquette      | Voix         | %            | Voix        | %           |
| -------------- | ------------------- | -------------- | ------------ | ------------ | ----------- | ----------- |
|                | Gérard Ancelin      | DVD            | 1 277        | 30,17        | 1 881       | 46,56       |
|                | Jacques Masson      | DVD            | 799          | 18,88        | 1 318       | 32,62       |
|                | Robert Marvoyer     | FN             | 742          | 17,53        | 841         | 20,82       |
|                | Annie Coufourier    | Verts          | 371          | 8,76         |             |             |
|                | Michel Cunin        | DVD            | 304          | 7,18         |             |             |
|                | Claude Hendrickx    | DVD            | 302          | 7,13         |             |             |
|                | Dominique Arteriole | PS             | 230          | 5,43         |             |             |
|                | Michel Triche       | PCF            | 208          | 4,91         |             |             |
|                |                     |                |              |              |             |             |
| Inscrits       | Inscrits            | Inscrits       | 6 550        | 100,00       | 6 540       | 100,00      |
| Abstention     | Abstention          | Abstention     | 2 051        | 31,31        | 2 259       | 34,54       |
| Votants        | Votants             | Votants        | 4 499        | 68,69        | 4 281       | 65,46       |
| Blancs et nuls | Blancs et nuls      | Blancs et nuls | 266          | 5,91         | 241         | 5,63        |
| Exprimés       | Exprimés            | Exprimés       | 4 233        | 94,09        | 4 040       | 94,37       |

### Canton de Ramerupt
| Candidats      | Candidats             | Étiquette      | Premier tour | Premier tour | Second tour | Second tour |
| Candidats      | Candidats             | Étiquette      | Voix         | %            | Voix        | %           |
| -------------- | --------------------- | -------------- | ------------ | ------------ | ----------- | ----------- |
|                | Jacques Cossard       | DVD            | 440          | 21,52        | 594         | 29,00       |
|                | Bernard Chartier      | DVD            | 397          | 19,41        | 517         | 25,24       |
|                | Jacques Bobin         | RPR            | 332          | 16,23        | 555         | 27,10       |
|                | Jean-Jacques Lagoguey | UDF            | 307          | 15,01        | Retrait     | Retrait     |
|                | Denis Mailier         | DVD            | 281          | 13,74        | 382         | 18,65       |
|                | André Challouet       | PS             | 140          | 6,85         |             |             |
|                | Francis Niess         | FN             | 107          | 5,23         |             |             |
|                | Alain Buathier        | PCF            | 21           | 1,03         |             |             |
|                | Alain Vinum           | DVD            | 20           | 0,98         |             |             |
|                |                       |                |              |              |             |             |
| Inscrits       | Inscrits              | Inscrits       | 2 788        | 100,00       | 2 788       | 100,00      |
| Abstention     | Abstention            | Abstention     | 639          | 22,92        | 661         | 23,71       |
| Votants        | Votants               | Votants        | 2 149        | 77,08        | 2 127       | 76,29       |
| Blancs et nuls | Blancs et nuls        | Blancs et nuls | 104          | 4,84         | 79          | 3,71        |
| Exprimés       | Exprimés              | Exprimés       | 2 045        | 95,16        | 2 048       | 96,29       |

### Canton de Romilly-sur-Seine-2
| Candidats      | Candidats         | Étiquette      | Premier tour | Premier tour | Second tour | Second tour |
| Candidats      | Candidats         | Étiquette      | Voix         | %            | Voix        | %           |
| -------------- | ----------------- | -------------- | ------------ | ------------ | ----------- | ----------- |
|                | Georges Didier*   | PCF            | 1 659        | 36,33        | 2 003       | 45,78       |
|                | Michel Geoffroy   | PS             | 1 063        | 23,28        | 1 414       | 32,32       |
|                | Micheline Somnard | RPR            | 845          | 18,51        | 958         | 21,90       |
|                | Renee Schneider   | FN             | 588          | 12,88        |             |             |
|                | Bruno Jouanet     | Verts          | 411          | 9,00         |             |             |
|                |                   |                |              |              |             |             |
| Inscrits       | Inscrits          | Inscrits       | 8 040        | 100,00       | 8 040       | 100,00      |
| Abstention     | Abstention        | Abstention     | 3 172        | 39,45        | 3 442       | 42,81       |
| Votants        | Votants           | Votants        | 4 868        | 60,55        | 4 598       | 57,19       |
| Blancs et nuls | Blancs et nuls    | Blancs et nuls | 302          | 6,20         | 223         | 4,85        |
| Exprimés       | Exprimés          | Exprimés       | 4 566        | 93,80        | 4 375       | 95,15       |

*sortant

### Canton de Soulaines-Dhuys
| Candidats      | Candidats         | Étiquette      | Premier tour | Premier tour |
| Candidats      | Candidats         | Étiquette      | Voix         | %            |
| -------------- | ----------------- | -------------- | ------------ | ------------ |
|                | Michel Roche*     | DVD            | 909          | 66,54        |
|                | Maurice Ruer      | FN             | 201          | 14,71        |
|                | Dominique Richard | PS             | 188          | 13,76        |
|                | Patrick Gracia    | PCF            | 68           | 4,98         |
|                |                   |                |              |              |
| Inscrits       | Inscrits          | Inscrits       | 2 068        | 100,00       |
| Abstention     | Abstention        | Abstention     | 596          | 28,82        |
| Votants        | Votants           | Votants        | 1 472        | 71,18        |
| Blancs et nuls | Blancs et nuls    | Blancs et nuls | 106          | 7,20         |
| Exprimés       | Exprimés          | Exprimés       | 1 366        | 92,80        |

*sortant

### Canton de Troyes-2
| Candidats      | Candidats                | Étiquette      | Premier tour | Premier tour | Second tour | Second tour |
| Candidats      | Candidats                | Étiquette      | Voix         | %            | Voix        | %           |
| -------------- | ------------------------ | -------------- | ------------ | ------------ | ----------- | ----------- |
|                | Marc Bret                | PS             | 1 112        | 19,66        | 1 907       | 39,88       |
|                | Claude Bertrand          | DVD            | 1 025        | 18,12        | 2 875       | 60,12       |
|                | Robert Royer*            | RPR            | 917          | 16,21        | Retrait     | Retrait     |
|                | Jack Dubois              | FN             | 849          | 15,01        |             |             |
|                | Jean-Charles Petitpierre | UDF            | 822          | 14,53        |             |             |
|                | Francis Castro           | Verts          | 599          | 10,59        |             |             |
|                | Marie-Noëlle Lhomme      | PCF            | 332          | 5,87         |             |             |
|                |                          |                |              |              |             |             |
| Inscrits       | Inscrits                 | Inscrits       | 9 123        | 100,00       | 9 123       | 100,00      |
| Abstention     | Abstention               | Abstention     | 3 166        | 34,70        | 3 953       | 43,33       |
| Votants        | Votants                  | Votants        | 5 957        | 65,30        | 5 170       | 56,67       |
| Blancs et nuls | Blancs et nuls           | Blancs et nuls | 301          | 5,05         | 388         | 7,50        |
| Exprimés       | Exprimés                 | Exprimés       | 5 656        | 94,95        | 4 782       | 92,50       |

*sortant

### Canton de Troyes-3
| Candidats      | Candidats           | Étiquette      | Premier tour | Premier tour | Second tour | Second tour |
| Candidats      | Candidats           | Étiquette      | Voix         | %            | Voix        | %           |
| -------------- | ------------------- | -------------- | ------------ | ------------ | ----------- | ----------- |
|                | Etienne Copel       | DVD            | 1 297        | 27,85        | 2 355       | 71,17       |
|                | Jean-Marie Verdeaux | RPR            | 1 132        | 24,31        | 954         | 28,83       |
|                | Laurent Rohmann     | FN             | 741          | 15,91        |             |             |
|                | Anne Baicry         | Verts          | 648          | 13,91        |             |             |
|                | Betty Fredj         | PS             | 420          | 9,02         |             |             |
|                | Pierre Mathieu      | PCF            | 419          | 9,00         |             |             |
|                |                     |                |              |              |             |             |
| Inscrits       | Inscrits            | Inscrits       | 8 048        | 100,00       | 8 048       | 100,00      |
| Abstention     | Abstention          | Abstention     | 3 199        | 39,75        | 4 240       | 52,68       |
| Votants        | Votants             | Votants        | 4 849        | 60,25        | 3 808       | 47,32       |
| Blancs et nuls | Blancs et nuls      | Blancs et nuls | 192          | 3,96         | 499         | 13,10       |
| Exprimés       | Exprimés            | Exprimés       | 4 657        | 96,04        | 3 309       | 86,90       |

### Canton de Troyes-5
| Candidats      | Candidats            | Étiquette      | Premier tour | Premier tour | Second tour | Second tour |
| Candidats      | Candidats            | Étiquette      | Voix         | %            | Voix        | %           |
| -------------- | -------------------- | -------------- | ------------ | ------------ | ----------- | ----------- |
|                | Albert Danilo        | PS             | 564          | 18,92        | 1 354       | 62,11       |
|                | Bruno Subtil         | FN             | 510          | 17,11        | 826         | 37,89       |
|                | Philippe Beury       | DVD            | 500          | 16,77        |             |             |
|                | Jean-Pierre Michault | RPR            | 429          | 14,39        |             |             |
|                | Viviane Chapelle     | DVD            | 320          | 10,73        |             |             |
|                | Dominique Menissier  | Verts          | 263          | 8,82         |             |             |
|                | Pascal Thomas        | UDF            | 245          | 8,22         |             |             |
|                | Guy Bonnabesse       | PCF            | 150          | 5,03         |             |             |
|                |                      |                |              |              |             |             |
| Inscrits       | Inscrits             | Inscrits       | 5 283        | 100,00       | 5 283       | 100,00      |
| Abstention     | Abstention           | Abstention     | 2 160        | 40,89        | 2 671       | 50,56       |
| Votants        | Votants              | Votants        | 3 123        | 59,11        | 2 612       | 49,44       |
| Blancs et nuls | Blancs et nuls       | Blancs et nuls | 142          | 4,55         | 432         | 16,54       |
| Exprimés       | Exprimés             | Exprimés       | 2 981        | 95,45        | 2 180       | 83,46       |

### Canton de Troyes-7
| Candidats      | Candidats         | Étiquette      | Premier tour | Premier tour | Second tour | Second tour |
| Candidats      | Candidats         | Étiquette      | Voix         | %            | Voix        | %           |
| -------------- | ----------------- | -------------- | ------------ | ------------ | ----------- | ----------- |
|                | Jacques Rigaud*   | RPR            | 2 660        | 44,96        | 3 287       | 68,05       |
|                | Claude Lallemant  | PS             | 1 048        | 17,71        | 1 543       | 31,95       |
|                | Philippe Arbona   | FN             | 895          | 15,13        |             |             |
|                | Maurice Bernardie | Verts          | 780          | 13,18        |             |             |
|                | Jean Lefevre      | PCF            | 534          | 9,02         |             |             |
|                |                   |                |              |              |             |             |
| Inscrits       | Inscrits          | Inscrits       | 9 577        | 100,00       | 9 578       | 100,00      |
| Abstention     | Abstention        | Abstention     | 3 353        | 35,01        | 4 331       | 45,22       |
| Votants        | Votants           | Votants        | 6 224        | 64,99        | 5 247       | 54,78       |
| Blancs et nuls | Blancs et nuls    | Blancs et nuls | 307          | 4,93         | 417         | 7,95        |
| Exprimés       | Exprimés          | Exprimés       | 5 917        | 95,07        | 4 830       | 92,05       |

*sortant

### Canton de Villenauxe-la-Grande
| Candidats      | Candidats             | Étiquette      | Premier tour | Premier tour | Second tour | Second tour |
| Candidats      | Candidats             | Étiquette      | Voix         | %            | Voix        | %           |
| -------------- | --------------------- | -------------- | ------------ | ------------ | ----------- | ----------- |
|                | Jean-Michel Chevrier* | PS             | 667          | 39,49        | 951         | 56,81       |
|                | Jean-Louis Waibel     | DVD            | 483          | 28,60        | 723         | 43,19       |
|                | Laurent Adamczuk      | FN             | 173          | 10,24        |             |             |
|                | Andree Kaluzny        | PCF            | 165          | 9,77         |             |             |
|                | Marie-Noëlle Mahot    | DVD            | 121          | 7,16         |             |             |
|                | Claude Gaillard       | DVD            | 80           | 4,74         |             |             |
|                |                       |                |              |              |             |             |
| Inscrits       | Inscrits              | Inscrits       | 2 326        | 100,00       | 2 326       | 100,00      |
| Abstention     | Abstention            | Abstention     | 543          | 23,34        | 559         | 24,03       |
| Votants        | Votants               | Votants        | 1 783        | 76,66        | 1 767       | 75,97       |
| Blancs et nuls | Blancs et nuls        | Blancs et nuls | 94           | 5,27         | 93          | 5,26        |
| Exprimés       | Exprimés              | Exprimés       | 1 689        | 94,73        | 1 674       | 94,74       |

*sortant